# Benedicta Idefelt
Anita Maria Idefelt, klosternamn: syster Benedicta, född 8 april 1920 i Viborg, död 30 oktober 2014 i Helsingfors, var en finländsk nunna. 
Idefelt flyttade 1936 till Helsingfors för att gå i en katolsk skola. Hon fortsatte sedan sina studier i Königsberg och blev där medlem i Katarinasystrarnas nunneorden 1938. Hon avgav sitt klosterlöfte 1944. När fronten ryckte närmare Ostpreussen blev hon tvungen att fly via Berlin till Köln. År 1948 sändes hon av sin orden till Brasilien som lärare och arbetade främst i São Paulo och Juiz de Fora. I São Paulo grundade hon 1961 föreningen Veritas, vars medlemmar gav ungdomar både praktisk och rättslig hjälp i olika sammanhang. 
Idefelt utnämndes 1964 till chef på en nygrundad katolsk tv-avdelning i Rio de Janeiro, men nödgades av politiska orsaker lämna landet och fick i stället arbete på ett informationscenter i Rom, där hon var föreståndare 1970–1983. Där verkade hon även som redaktör för de finskspråkiga programmen i Vatikanradion 1975–1983. Hon var efter sin pensionering bosatt i Finland och publicerade bland annat det självbiografiska arbetet Viipurista Vatikaaniin (1983, svensk översättning Från Viborg till Vatikanen, 1986). Hon utgav även en bok om Johannes Paulus II (1989) och en andra memoarvolym, Valo jota seurasin (2003).